# Ctimene oblongata
Ctimene oblongata är en fjärilsart som beskrevs av Swinhoe 1900. Ctimene oblongata ingår i släktet Ctimene och familjen mätare. Inga underarter finns listade i Catalogue of Life.